# Завишень
Завишень (Завишня) — село в Україні, у Шептицькому районі Львівської області, з населенням у 1210 осіб. Перша згадка про село сягає 1531 року.

## Походження назви
Існує дві версії походження назви села Завишень:
- Перша говорить, що назва походить від невеликої річки Вишнівка, лівої притоки р. Західний Буг, що протікає на території поселення;
- Друга — що в часи Київської та Галицької Русі село знаходилось за густими вишневими садами, «за вишнями», і їх доглядав спеціально для цього призначений садівник.

У письмових джерелах до середини XX ст. згадується як назва Завишень, так і Завишня. У 1951 р., після повернення Сокальського Закерзоння до УРСР, село перейменоване на Вишнівку. 1990 року селу повернено його давню історичну назву — Завишень.

## Географія
Село Завишень знаходиться на півночі Львівської області, у північній частині Шептицького району, між селищем Жвирка на півночі, селами Поторицею на сході та Добрячином на півдні. Село розташоване на південний захід від центру громади — міста Сокаль на відстані 3,5 км. Відстань до найбільшого міста району — Шептицького, яке розташоване на півдні, становить 6,5 км. Відстань до обласного центру — міста Львів — 70 км. Село розташоване на відстані 15 км від кордону з Польщею.
Село розкинулося на прирічковій заплавній рівнині лівобережжя Західного Бугу, у тому місці, де річка Вишнівка впадає в нього.
Завишень розташований на перехресті важливих транспортних шляхів. Ще з давніх-давен вздовж села простягався Татарський або Чорний шлях, яким монголо-татари здійснювали набіги на ці землі. Він простягався від Завишня на схід до Сокаля, і далі на Переспу до Кременця, та на захід — через Белз до Кракова. Попри село, на відстані 500 м, проходять дві гілки транспортного сполучення — автомобільна траса районного значення Сокаль — Червоноград та одноколійна залізнична колія Сапіжанка — Ковель. У селі функціонує залізнична зупинка «Завишень».

## Історія

### Давні часи
Перша письмова згадка про село Завишень сягає 1531 року. Цю дату вважають роком заснування села. Та саме поселення набагато давніше за першу письмову згадку про нього. Село детально описане в королівській люстрації 1565 р.
Територія села належала до Червеньських земель, на яких у XII ст. утворилось Белзьке князівство. Після падіння Галицько-Волинського князівства, територією владарювали польські та литовські князі, а самі землі зазнали спустошливих набігів татар. Не меншої шкоди завдавали часті польсько-козацькі та шведсько-польські війни, гайдамацькі та польські повстання, моровиці та пожари, що не оминали навколишні села Белза та Сокаля. Вже у ті часи завишенці демонстрували свою хоробрість у боротьбі з татарськими кочівниками, а у роки національно-визвольної війни були серед повстанців які виганяли польську шляхту з міста Сокаля.
У 1772 р. згідно з першим поділом Речі Посполитої, територія Завишня відійшла до Австрії, та адміністративно належало до новоутвореного Сокальського староства. Згідно з переписом 1830 р. в селі було 57 дворів з 645 жителями, у 1848 р. — 100 дворів, у 1899 р. — 164. Перед Першою світовою війною населення села становило 1200 жителів.
У 1882 році в селі збудовано муровану церкву, коштами графині Потоцької, аристократки староукраїнського боярського роду.

### Нові часи
28 липня 1914 р. почалась Перша світова війна. Сокальщина розташовувалась на границі Російської і Австро-Угорської імперій, і першою попала в зону бойових дій. Була оголошена мобілізація чоловіків віком до 42 р. Жандарми, за польськими доносами, арештовувала запідозрюваних у москвофільстві. У Завишні був арештований отець Григорій Грицик. Російські імперські війська доволі легко просунулись вглиб території та захопили Сокальщину. Однак їх влада була встановлена лише на рік. Вже у липні 1915 р. почався контрнаступ австрійсько-німецьких військ, які встановили лінію фронту по р. Зх. Буг. В Завишні дислокувалось скупчення австрійських військ, яке обстрілювалось російською артилерією з с.Поториця. Завишень був спалений дощенту. Вціліло лише три хати. Люди під час обстрілів жили в землянках у навколишніх полях в урочищі Помірки. Після відступу фронту на схід вони повернулись до своїх спалених домівок.
У серпні-вересні 1914 р. Головна Українська Рада (ГУР) сформувала Легіон Українських Січових Стрільців, задля вишколу майбутніх борців за волю України. Із Завишня добровольцем в лави УСС зголосився Лах Іван Теодорович.
1 листопада 1918 р. українці скориставшись падінням Австро-Угорської імперії, збройним шляхом захопили владу у Східній Галичині та проголосили Західно-Українську Народну Республіку (ЗУНР). Передову роль у збройних сутичках відіграли бійці Легіону УСС. Український прапор був піднятий у Сокалі, та встановлена українська адміністрація. Почалась українсько-польська війна, у якій взяли участь 35 завишенців-стрільців і старшин Української Галицької Армії. Серед них: три сини Прокопа Лаха, командири сотень — Павло, Василь, Іван (Лах Іван, син Теодора воював у складі Легіону УСС під Львовом). Вони воювали у складі 5-ї Сокальської бригади УГА на відтинку українсько-польського фронту Белз—Угринів—Іваничі, на Тернопільщині коло с.Копичинці, були учасниками Чортківської офензиви. Після відступу у липні 1919 р. УГА за Збруч, завишенці брали участь 30 серпня 1919 р. у визволенні столиці України Києва від більшовиків, боролися в чотирикутнику смерті на Вінниччині.

Свято молоді в с. Завишень, 1936 р.
Лежить другий ліворуч: Василяшко Василь. Сидять зліва на право: Прихідько Михайло, Гуменчук Павло, Космина Василь, Дубський Григорій, Гораль Михайло, Сидор Іван, Приступа Василь, Литвин Михайло. Стоїть перший праворуч — Гудко Іван. Стоїть у другому ряду друга ліворуч — Гудим Марія.

У Завишні була «Рідна Школа», що її провадив професор Козира. В 1915—1939 рр. у селі діяли товариства: Читальня «Просвіти», гурток «Рідної Школи», що його очолював свідомий селянин Іван Гозда, аматорський гурток, хор і доволі великий відділ Союзу Українок. Цей відділ мав свою бібліотеку з досить великою кількістю книжок; довгі роки бібліотекою завідувала Марія Лоза. Діяльністю Союзу Українок керувала дружина місцевого пароха, добродійка Симко та національно свідома селянка, Химка Ярміл-Канюка. Вплив праці того відділу Союзу Українок на підвищення рівня освіти і господарювання жіноцтва с. Завишні був великий.
Аматорський гурток часто ставив різні драматичні твори; хор крім співання в церкві, також влаштовував концерти і виступав на пописах хорових ансамблів у Сокалі з нагоди всіляких свят, як Рідної Школи, Здвигу Молоді, Свята Селянки і т.ін. Жителі Завишні залюбки й масово читали свою пресу, як «Діло», «Новий час», «Неділя», «Народна Справа» і деякі молодіжні видання. Читачами були десятки господарів, жіноцтво і молодь. Про те постійно дбав і з великою посвятою пропагував українське друковане слово бл.п. Андрій Гнатюк. Він прекрасно розумів значення преси й самоосвіти для народу.
Доказом розуміння ролі освіти серед жителів Завишні є те, що у вищих школах вчилося багато завишнянців, як Степан Симко, Роман Козира, Василь Баврук, Василь Кіх, Іван Федик. Петро Гнатюк закінчив університетське навчання і тривалий час працював учителем у Тернопільщині. Крім того, із Завишні вийшли чотири священики Української Католицької Церкви, але, на жаль, їхніх прізвищ невідомо. У Завишні була дуже здібна вчителька дитячих садочків, Катруся Гнатюк; вона часто підготовляла дітей до гарних виступів і вела дитячі садочки теж у довколишніх селах.
Успішно розвивалися в Завишні кооперативи й молочарня та молодечі організації. Українські націоналісти були тут добре організовані та плекали серед молодшого покоління ідею національно-духовного відродження, фізичну витривалість та усвідомлення готовності до майбутньої боротьби за українську державність.
Нічого дивного, що за польської міжвоєнної державності багато мешканців Завишні зазнали репресій та арештовані. Андрія Гнатюка завжди арештовували під час передвиборчої кампанії за поширення рідної літератури. Івана Коляду арештовували декілька разів, сильно побивали і від тих побоїв цей член ОУН врешті помер. Василя Кусмину, театрального діяча й актора в головних ролях, польська поліція під час ув'язнення побила так, що він став калікою. Зазнали ув'язнення Михайло Гораль — здібний диригент хору, Гриць Дубський, що десь пропав за советської окупації, та громадський діяч Гриць Баврук. Ярослав Жовток був арештований тричі, в'язнені були також Василь Кузька і д-р Лах, що їх згодом убили поляки. За патріотичну проповідь арештовано о. Орського, о. Михайла Симка, пароха Завишні, ув'язнено за його патріотичну діяльність. Син о. Симка, Степан, був виховником молоді; зник безвісти, ув'язнені були члени ОУН — Василь Лагода і Василь Кіх, а старшина УГА Демко Ярміл пропав без сліду після арешту. До цих імен треба ще додати згадку про Андрія Гнатюка і Луця Лозу, які довго страждали в польських таборах інтернованих вояків армій УНР та УГА.
У відділах УПА боролися проти московсько-більшовицьких загарбників і загинули наступні завишнянці: брати Гриць і Василь Лоза, які розірвали себе гранатою в безвихідній ситуації; брати Володимир і Степан Капшо; о.д-р Лах, замордований під час відправи Служби Божої; Микола Лах, Гриць Баран, Микола Царик, брати Василь і Степан Дячишии, Петро Гудко, Гриць Деркач, Степан Гнатюк, Василь Кузьма, Василь Баврук, адміністратор в УПА; Микола Прихітко, Іван Стрілець, Павло Гнатюк, Павло Федун, Василь Василяшко, брати Іван і Василь Приступа, брати Іван і Василь Блащук, Василь Орський, Степан Кіх, Павло Гулявський.
У боях з польською партизанкою загинули брати Іван і Василь Олекса. Під час переселення загинули з рук польських комуністичних окупантів Параня Кузьма, Юлія Горощук і Катруся Плаза.
Під советоросійською окупацією с. Завишня дещо змінилося. Його населення збільшилося, за селом розбудували нову вулицю, якій дали назву вул. І.Франка. Дорогу вибетонували.

### Новітні часи
Після перемоги демократичних сил на Львівщині у 1990 році громада села відновила і відкрила церкву. Частину коштів на ремонт церкви виділив колгосп «Нове життя». Основні роботи по відновленню церкви здійснив житель Завишня Василь Мигаль зі своїми синами. Образи для церкви намалював завишенець, заслужений художник України Михайло Михайлович Гораль.
4 лютого 1990 року на установчих зборах було створено осередок Руху в с. Завишень. Першим головою осередку став Богдан Нечай. У тому ж місці при осередку Руху створено молодіжну організацію СНУМ, яка складається з 9 чоловік. Головою осередку СНУМу обрано Богдана Сенюка.
18 лютого 1990 року в центрі села піднятий національний синьо-жовтий прапор. Чимало зусиль доклали члени осередку РУХу, ТУМу, жителі для відновлення історичних пам'яток та упорядкування села. Так 10 березня 1990 р. ними було встановлено пам'ятну плиту біля школи на місці будівництва пам'ятника Т. Г. Шевченку. А 19 травня 1991 р. відбулося відкриття пам'ятника. 17 квітня 1990 р. на другий день Великодня, при великому зборі народу в сквері у центрі села освячено відновлену Пам'ятку Свободи — хрест до дня знищення панщини.
Чимало завишенців віддали своє життя боротьбі за волю України. 24 листопада 1991 р. на Стрілецькій Могилі відкрито меморіальну плиту з іменами загиблих Стрільців УГА, воїнів УПА, ОУН.
Багато зроблено за-короткий час існування Української держави для відродження села. Але життя не стоїть на місці…

## Відомі люди
- Василь Василяшко (псевдо Перемога; 1918—1946) — український військовий діяч, сотник Української повстанської армії, командир сотні «Галайда-1», куреня «Галайда» і 12-го (Сокальського) Тактичного відтинку «Климів». Лицар Бронзового Хреста Бойової Заслуги (04.1945), Срібного Хреста Бойової Заслуги 1-го кл. (10.1945), Золотого Хреста Бойової Заслуги 1-го кл. (02.1946).
- Богдан Нечай — краєзнавець та дослідник Сокальщини, громадський та політичний діяч, колишній голова Жвирківської селищної ради. Редактор та автор книг із досліджень історії та національно-визвольної боротьби на Сокальщині: "Сокальщина. Книга пам’яті України. 1914-1990" (видана у 2010 р.)[3] та "На зламі ХХ століття" (видана посмертно у 2020 р.) [4]. Автор історико-краєзнавчого нарису про село Завишень (2006 р.) та місцеву церкву Різдва Пресвятої Богородиці – «Церква над тихим Бугом» (2002 р.).
- Олег Гораль (1943—2009) — органіст, член Спілки художників України[5][6].
- Надія Гораль-Понамаренко (1956—2023) — заслужена артистка України, солістка Заслуженого академічного Закарпатського народного хору. У її репертуарі українські народні пісні та балади [7][8].
- Іван Гораль — співак, лауреат всеукраїнських конкурсів, соліст гурту «Дзвін».
- Олег Галатюк (1986—2015) — молодший сержант Збройних сил України, учасник російсько-української війни. Нагороджений орденом «За мужність» III ступеня (посмертно).